# Walter Warzecha

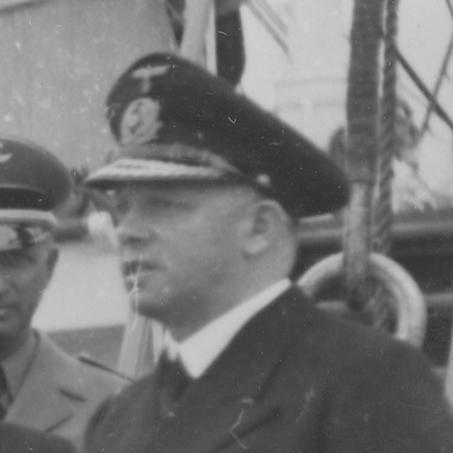
Walter Warzecha

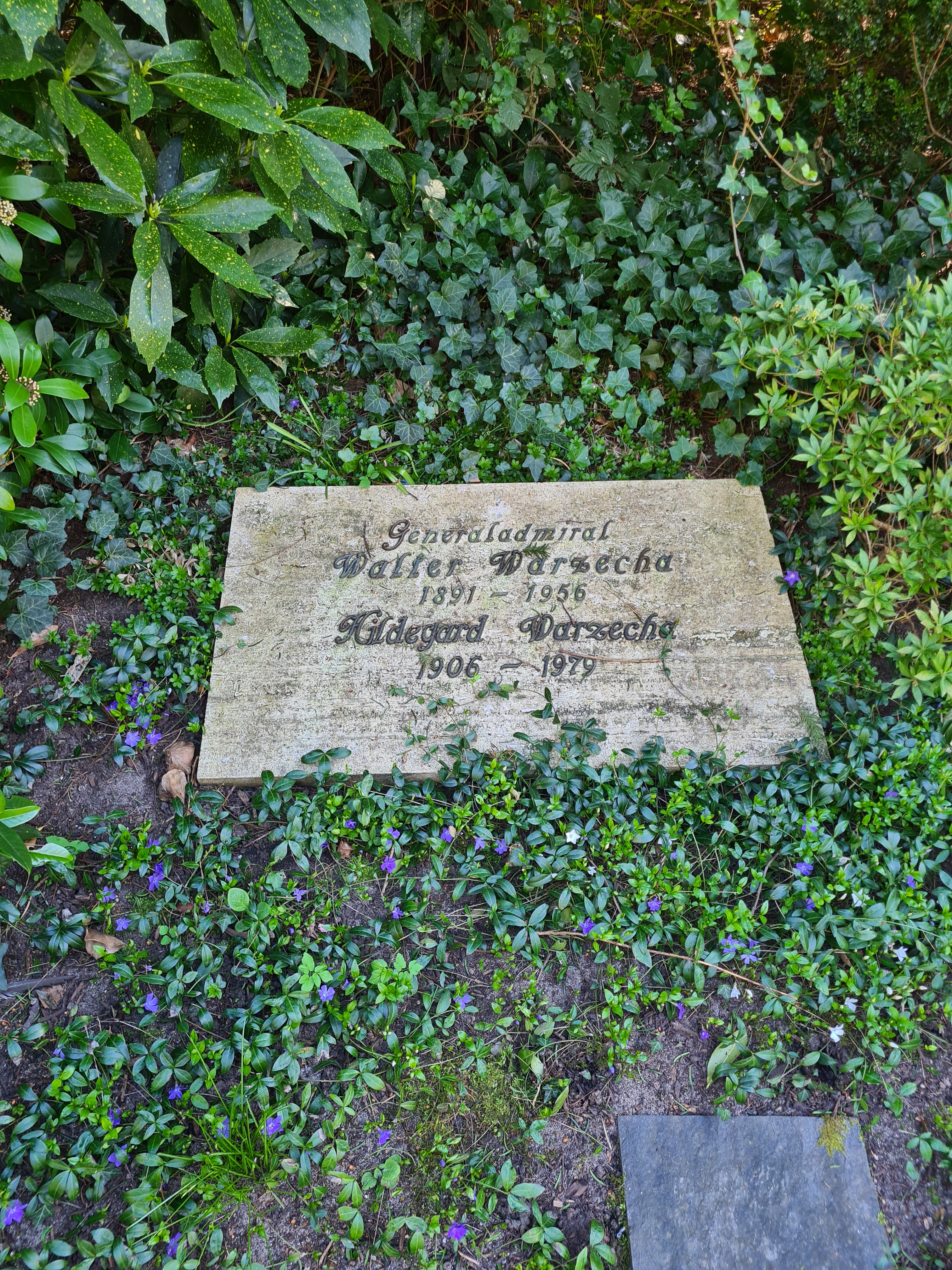
Das Grab von Walter Warzecha und seiner Ehefrau Hildegard auf dem Nordfriedhof (Kiel)

Walter Wilhelm Julius Warzecha (* 23. Mai 1891 in Schwiebus; † 30. August 1956 in Hamburg) war ein deutscher Generaladmiral und vom 23. Mai bis zum 22. Juli 1945 letzter Oberbefehlshaber der deutschen Kriegsmarine.

## Leben
Warzecha wuchs in Neuruppin auf, wo sein Vater Max als Bürgermeister amtierte. Die Familie stammte ursprünglich aus Schlesien. Warzecha trat im April 1909 in die Kaiserliche Marine als Seekadett ein. Die Grundausbildung erfolgte u. a. auf dem Großen Kreuzer Victoria Louise. Ab 1911 bis 1916 war Warzecha auf dem Linienschiff Nassau eingesetzt und wurde dabei 1912 zum Leutnant zur See und 1915 zum Oberleutnant zur See befördert. Ab August 1916 bis zum Ende des Ersten Weltkrieges diente er nach U-Bootsausbildung auf verschiedenen U-Booten u. a. der U-Flottille Flandern (UC 1, UC 71, UB 148) als Kommandant.
Nach Kriegsende wurde Warzecha in die Reichsmarine übernommen und war vorwiegend als Ausbilder und in Stabsverwendungen, aber auch als Offizier auf verschiedenen Linienschiffen tätig.
In Wilhelmshaven heiratete Warzecha 1928 und wurde nach seinem Umzug nach Kiel in der Zeit zwischen 1929 und 1936 Vater von vier Kindern.
Im damaligen Kriegshafen Kiel war Warzecha im Stab der Marinestation der Ostsee tätig und wurde anschließend 1937 für ein Jahr Kommandant des Panzerschiffes Admiral Graf Spee. Am 1. November 1938 wurde er unter Beförderung zum Konteradmiral zum Chef des Marinewehramtes im Oberkommando der Marine ernannt und zog mit seiner Familie nach Berlin um. Diese Position behielt er bis August 1942 und wurde dann von Werner Schönermark abgelöst. Im November 1939 erfolgte zusätzlich die Ernennung zum Chef des dem Marinewehramt übergeordneten Allgemeinen Marinehauptamtes (1944 in Chef der Kriegsmarinewehr umbenannt). Er wurde in den beiden Stellungen zum Vizeadmiral und Admiral befördert. Als Chef des Allgemeinen Marinehauptamtes folgte am 1. März 1944 seine Beförderung zum Generaladmiral.
Warzecha wurde am 23. Mai 1945 aufgrund seines Dienstgrades (dienstältester Seeoffizier) von den Alliierten zum kommissarischen Befehlshaber der Kriegsmarine eingesetzt. Er bekam diesen Posten, nachdem Hans-Georg von Friedeburg Suizid begangen hatte. Bis zur Auflösung des OKM im Juli 1945 war er für die Demobilisierung der Marinetruppen verantwortlich. Anschließend war Warzecha bis 1947 in Kriegsgefangenschaft.
Ab November 1947 arbeitete Warzecha bei der Allianz-Versicherungsgesellschaft. Er starb am 30. August 1956 an einem Herzinfarkt und wurde auf dem Kieler Nordfriedhof beerdigt.

## Auszeichnungen
- Eisernes Kreuz (1914) II. und I. Klasse
- Ritterkreuz des Königlichen Hausordens von Hohenzollern mit Schwertern
- U-Boot-Kriegsabzeichen (1918)
- Hanseatenkreuz Hamburg
- Friedrich-August-Kreuz II. und I. Klasse
- Ritterkreuz II. Klasse des Herzoglich Sachsen-Ernestinischen Hausordens mit Schwertern
- Wehrmacht-Dienstauszeichnung IV. bis I Klasse
- Spange zum Eisernen Kreuz II. und I. Klasse
- Deutsches Kreuz in Silber
- Flotten-Kriegsabzeichen
- Kriegsverdienstkreuz (1939) II. und I. Klasse
- Ritterkreuz des Kriegsverdienstkreuzes mit Schwertern